# Domenico Alfani

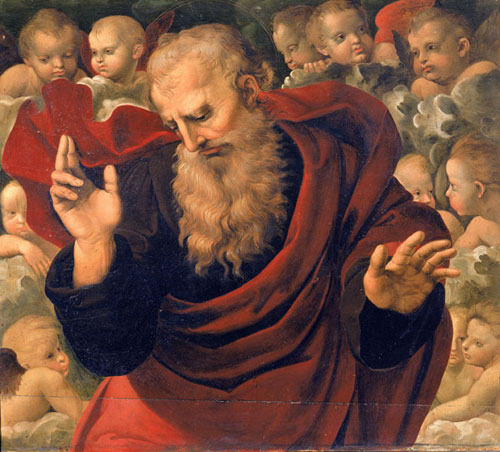
„Die Segnung“, 1507, Galleria Nazionale dell' Umbria, Perugia

Domenico Alfani, eigentlich Domenico di Paride Alfani (* um 1479 in Perugia; † 1553 ebenda) war ein italienischer Maler der Renaissance in Umbrien.

## Leben
Alfani war der Sohn des Goldschmieds Paride Alfani. In Perugia erhielt er seine Ausbildung gemeinsam mit Raffael in der Werkstatt von Pietro Perugino. Die enge Freundschaft zwischen Raffael und Alfani und ihre gelegentliche Zusammenarbeit führte dazu, dass deren Werke einander oft ähnelten und es in der Vergangenheit zu falschen Zuschreibungen kam. Später ging er in die Werkstatt von Giulio Romano und schließlich zu Fra Bartolomeo nach Florenz. In der Folgezeit setzt er sich mit der Florentiner Schule um Andrea del Sarto und Rosso Fiorentino auseinander deren Stilistik die Kunst seiner letzten Schaffensperiode nachhaltig prägte.
1510 wurde er in die Malerzunft von Perugia aufgenommen, 1535 heiratete er die Mutter seiner Kinder, die er aber schon 1520 legitimiert hatte.
Als sein frühestes erhaltenes und wohl auch bestes Bild gilt die „Thronende Madonna zwischen den Heiligen Nikolaus und Gregor“ von 1518, das sich heute in der Galleria Nazionale dell’Umbria (Perugia) befindet. Grundlage für dieses Bild war eine Originalzeichnung Raffaels, zu dessen „Mackintosh Madonna“ von 1509/10 (London, National Gallery).

## Werke
(Auswahl)
- Kathedrale SS.Gervasio e Protasio (Città della Pieve): Thronende Madonna mit Kind und Heilige (1521)
- San Francesco (Città della Pieve): Thronende Madonna mit Kind und Heilige (um 1520)
- San Francesco (Deruta): Madonna mit Kind und Heilige
- Oratorio di Sant’Antonio (Torgiano): Fresko Madonna, Kind und Heilige (Zuschreibung an die Schule Alfanis)
- Louvre (Paris): Mystische Vermählung der Heiligen Katharina von Alexandia (1549) mit Orazio
- Gemäldegalerie (Berlin): Drei Tondi Der Heilige Ercolano, Christus am Grabe und Der Heilige Ludwig.